# Ла-Гулетт
Ла-Гулетт (фр. La Goulette , араб. حلق الوادي) — портове місто-супутник столиці Тунісу міста Туніс.

## Назва
- Голета (ісп. La Goleta) — іспанська назва.
- Голетта (італ. La Goletta) — італійська назва.
- Гулетт (фр. La Goulette фр. вимова: [la ɡulɛt]) — французька назва.
- Хальк-аль-Ваді (араб. حلق الوادي, Ḥalq el-Wād) — арабська назва.

## Історія
Ла-Гулетт розташований на відстані 10 км від столиці Тунісу і з'єднується з нею греблею. До заснування французами міста у 1881 році на місці Ла-Гулєта були залишки фортеці (касби), зведеної після захоплення Туніса іспанцями у 1535 році за наказом короля Карла V і вщент зруйнованої османами у 1574 році.
До проголошення назалежності Тунісу у 1956 році в місті жили переважно європейці, особливо великою була італійська община.
Населення сучасного міста Ла-Гулетт — 86.559 жителів (2004 рік).

## Економіка і транспорт
У Ла-Гулетт функціонують галузі, супутні до торговельного порту, — гуртова торгівля, у першу чергу, фосфатами і оливами (основні експортні товари Тунісу). ТЕС Ла-Ґулєт
Розвинуте рибальство і рибна промисловість.
Автомобільне, автобусне і залізничне сполучення зі столицею, Картажем і Сіді-бу-Саїдом.